# Hjorterianernas kapell
Hjorterianernas kapell är en byggnadsminnesmärkt kapellbyggnad för den inomkyrkliga väckelserörelsen Hjorterianerna i Burs socken på Gotland.
Hjorterianerna var en religiös grupp, bildad 1857 av den kringresande predikanten och snickaren Jöns Hjorter i Burs. Kapellet uppfördes troligen året därpå, 1858, och hör till Sveriges äldsta bevarade bönhus, och är därtill ett av de mest ursprungliga. Kapellet är uppfört i en stil snarlik ett vanligt bostadshus, innan någon egentlig bönehusstil hunnit uppkomma. Kapellet fungerade även som skolbyggnad för en missionsskola, då folkskolan under denna tid ännu fungerade dåligt på många håll. Under läsåret 1860/1861 fungerade byggnaden som skolsal för 142 barn. 1864 lades missionsskolan ned, sedan man fått en fungerande folkskola i Burs. Planlösningen är en enkelstugas med farstu med en bakomliggande kammare, som fungerade som lärarinnebostad, och ett stort rum som varit bönesal. Övervåningen var inrymd som läktare. Huset är uppfört i pinnmursteknik.
Kapellet har genomgått få förändringar över tiden. Omkring 1890 målades byggnaden om invändigt och 1913 ersattes spåntaket av ett papptak. 